# Leandro Erlich

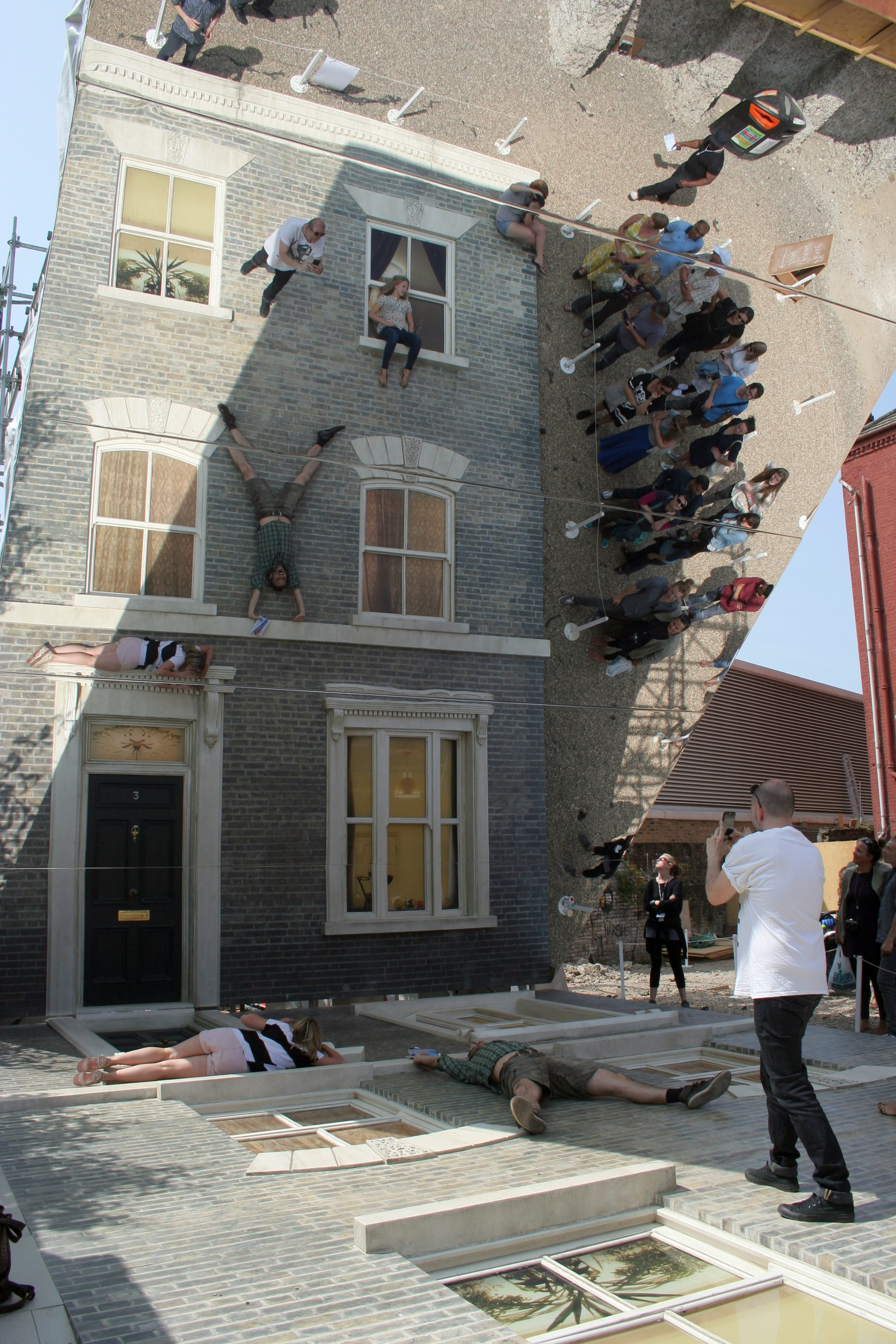
Dalston House instalación de Leandro Erlich en julio de 2013.

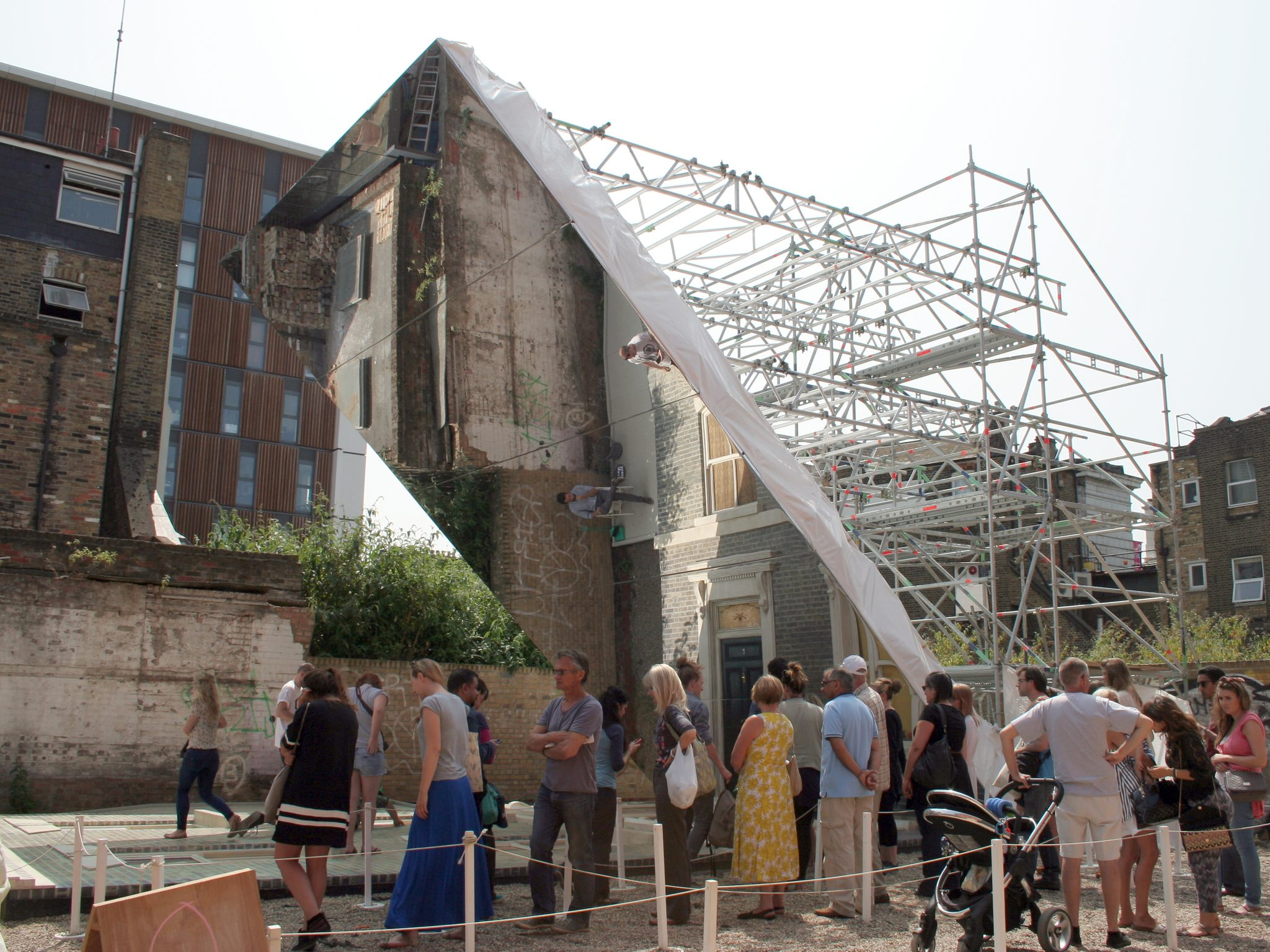
Dalston House desde otro ángulo.

Leandro Erlich (Buenos Aires, Argentina, 11 de mayo de 1973) es un artista conceptual argentino con exhibiciones internacionales.
En 1992 obtuvo la Beca del Fondo Nacional de las Artes y en 1994 la de la Fundación Antorchas para concurrir al taller de Barracas dirigido por Pablo Suárez y Luis Benedit. En 1997 fue seleccionado para la Primera Bienal de Arte del Mercosur, Porto Alegre, Brasil. Entre 1997 y 1998 participó del Core Program de la Glasell School of Art (Museum of Fine Arts of Houston) gracias a la Pan American Cultural Exchange Foundation.
En 2001 representó a su país en la Bienal de Venecia y fue incluido en su sección principal, así como también en 2005. La obra del artista también se incluyó en la Bienal del Whitney de 2000 y la Bienal de Estambul 2001. En 2008 Erlich creó una instalación de piscina, que estaba en exhibición en el MoMA PS1 en la sección de Long Island City en Queens, Nueva York.
En el verano de 2013, Erlich exhibió su obra Dalston House, una ilusión óptica en el sitio Dalston Molino en Dalston, al este de Londres, con un enorme espejo suspendido a 45 ° (desde la horizontal) en un modelo de tamaño natural de la fachada de una casa de estilo victoriano colocado horizontalmente en el suelo, dando la apariencia a los visitantes que suben o cuelgan de la parte del edificio.
El 20 de septiembre de 2015, el Obelisco de Buenos Aires  pareció amanecer sin su punta gracias a una intervención del artista Leandro Erlich realizada mediante un sistema de paneles espejados. Se trató de La democracia del símbolo', la primera obra site-specific en el MALBA.
Su exposición "Liminal", se convirtió en la más visitada en la historia del Museo de Arte Latinoamericano de Buenos Aires con 240.000 visitantes y un promedio de 2.500 personas por día, una cifra que supera en concurrencia a "Obsesión Infinita", la muestra de la japonesa Yayoi Kusama que tuvo lugar en 2013 y hasta ahora tenía el récord.

## Premio Recibidos
- Premio Konex de Platino (2012)
- Premio Konex - Diploma al Mérito (2002)[8]
- Premio Joan Mitchell Foundation (2001)
- UNESCO - Bienal de Estambul (2001)
- Premio Leonardo (MNBA, 2000)[9]

## Colecciones
- Galería NoguerasBlanchard, Madrid / Barcelona, España
- Valkirias de Otazu-Preludio del Señorío, Bodegas Otazu, Pamplona, España
- 21st Century Museum of Contemporary Art, Kanazawa, Japón
- Centro Galego de Arte Contemporánea (CGAC), Santiago de Compostela, España
- Cisneros Fontanals Art Foundation, Miami, EE. UU.
- Daros-Latinamerica, Zúrich, Suiza
- Fonds National d'Art Contemporain (FNAC), París, Francia
- George Eastman House, Nueva York, EE. UU.
- Museum of Fine Arts, Houston, Texas, EE. UU.
- Musée d’Art moderne de la Ville de Paris, París, Francia
- Museo de Arte Contemporanea Roma (MACRO), Roma, Italia
- Musée National d’Art Moderne, Centre Georges Pompidou, Francia
- MUSAC, León, España
- New Orleans Museum of Art, EE. UU.
- Polaroid Collection, Massachusetts, Massachusetts, EE. UU.
- Tate Modern, Londres, Reino Unido
- The Museum of Modern Art, Buenos Aires, Argentina
- The Israel Museum, Jerusalén, Israel
- Collezione Luigi Carlon, Palazzo Maffei, Verona, IT